# Monument du 22 novembre 1970 (Conakry)
Le Monument du 22 novembre 1970 est un monument en Guinée Conakry célébrant la défaite de la tentative de coup d'État menée par les troupes du Portugal en 1970, baptisée opération Mer Verte.

## Histoire
Le 21 novembre 1970, un groupe de Portugais assisté de combattants guinéens envahit Conakry depuis la mer pour tenter de renverser le régime d'Ahmed Sékou Touré. Ils ont capturé le camp Boiro et libéré les prisonniers. Le commandant du camp Siaka Touré a réussi à se cacher, mais le général Lansana Diané, ministre de la Défense, a été capturé avant de s’échapper pour se réfugier auprès de l'ambassadeur d'Algérie.
La tentative de coup d'État a échoué et de nombreux opposants au régime ont été arrêtés et emprisonnés dans le camp Boiro.
La construction du monument a commencé avant le 22 novembre 1971 en mémoire des victimes de la tentative de coup d'État.
Le président Sékou Touré a posé la première pierre. De nombreux responsables guinéens et des travailleurs guinéens et chinois se sont rendus sur le chantier. Tsao Kouan-lin, chargé d'affaires chinois, a prononcé un discours dans lequel il a salué l'amitié militante entre les peuples de la Guinée et de la Chine.
Le monument comporte des citations :

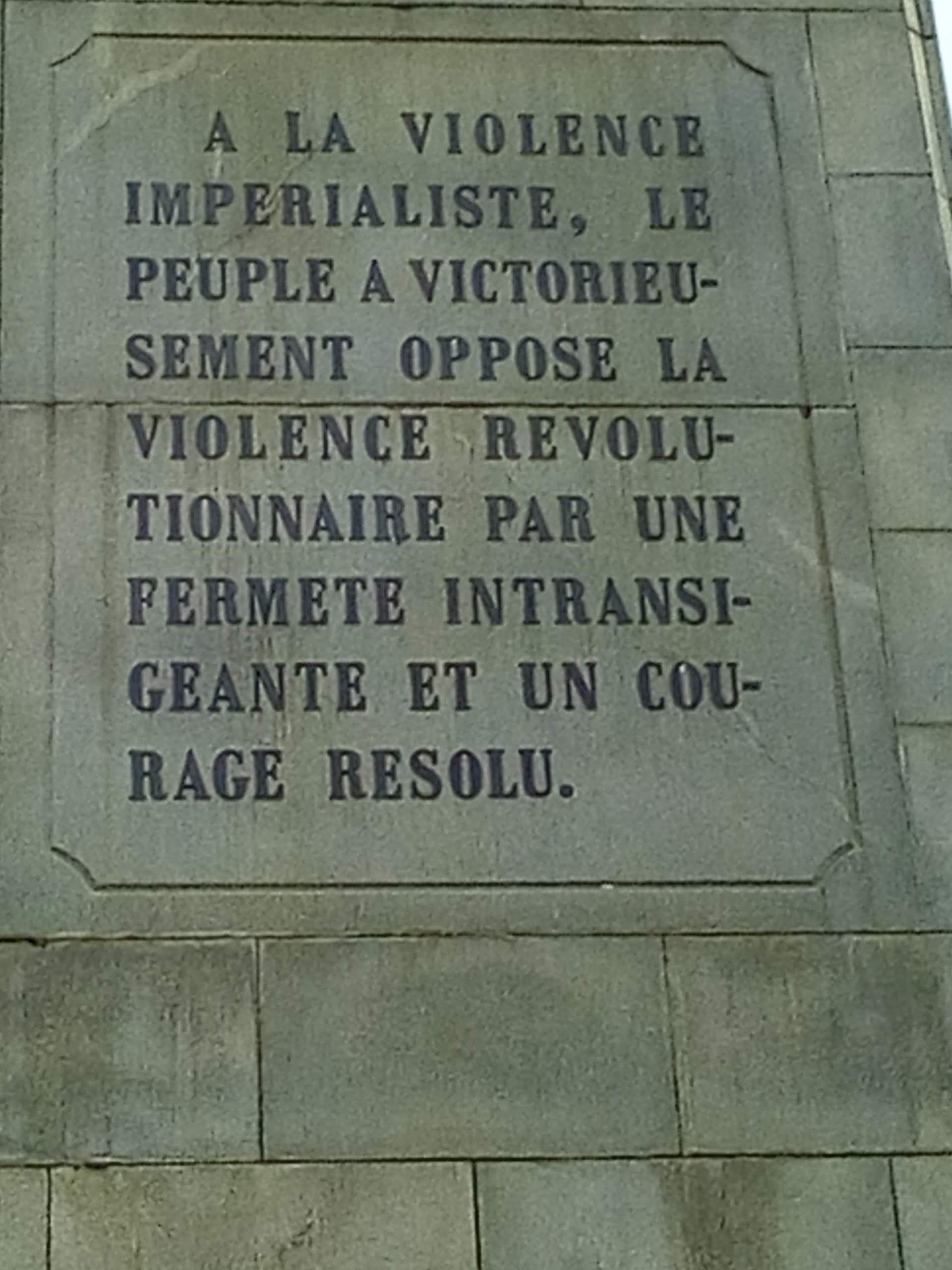
Citation
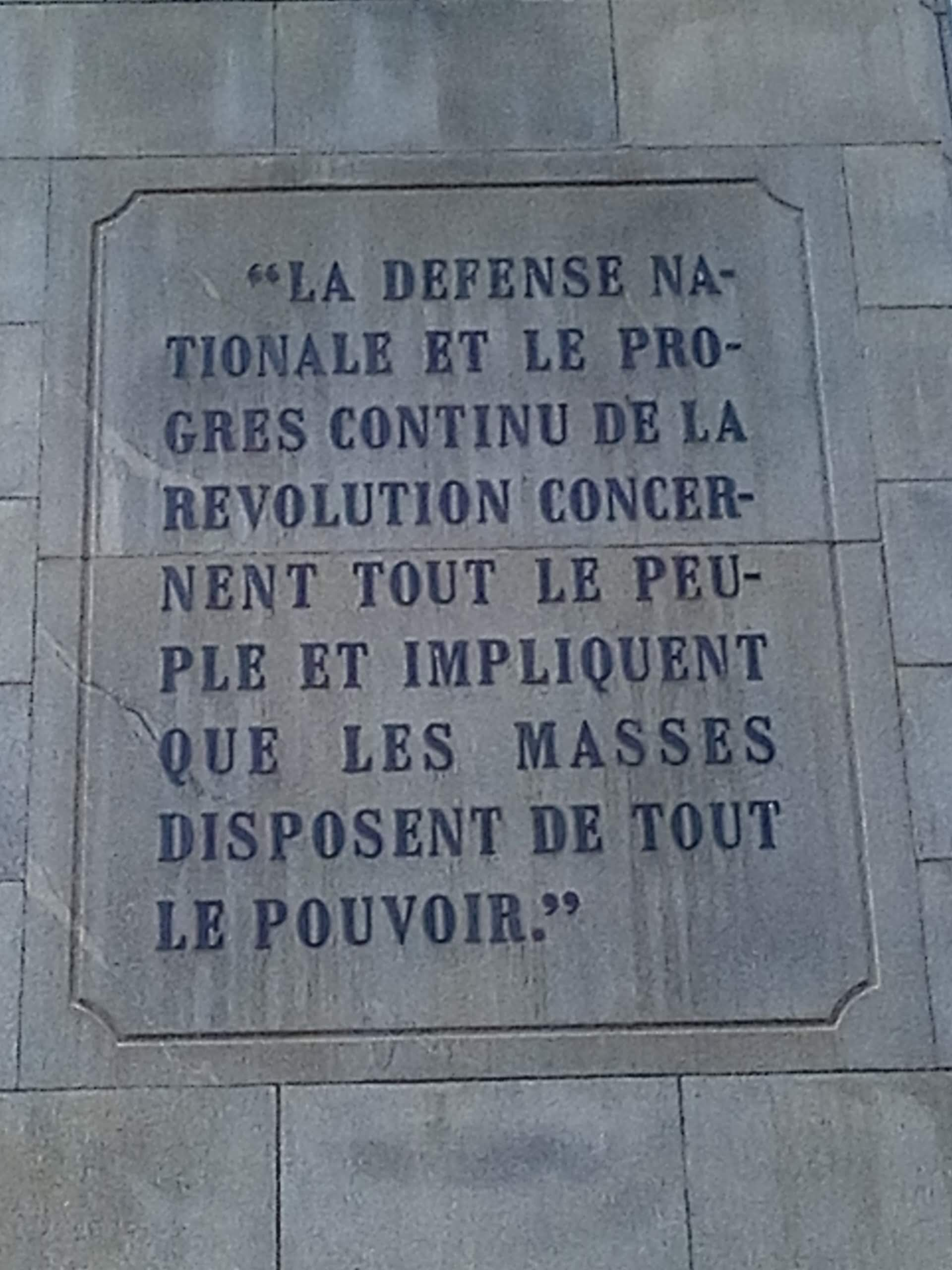
Citation
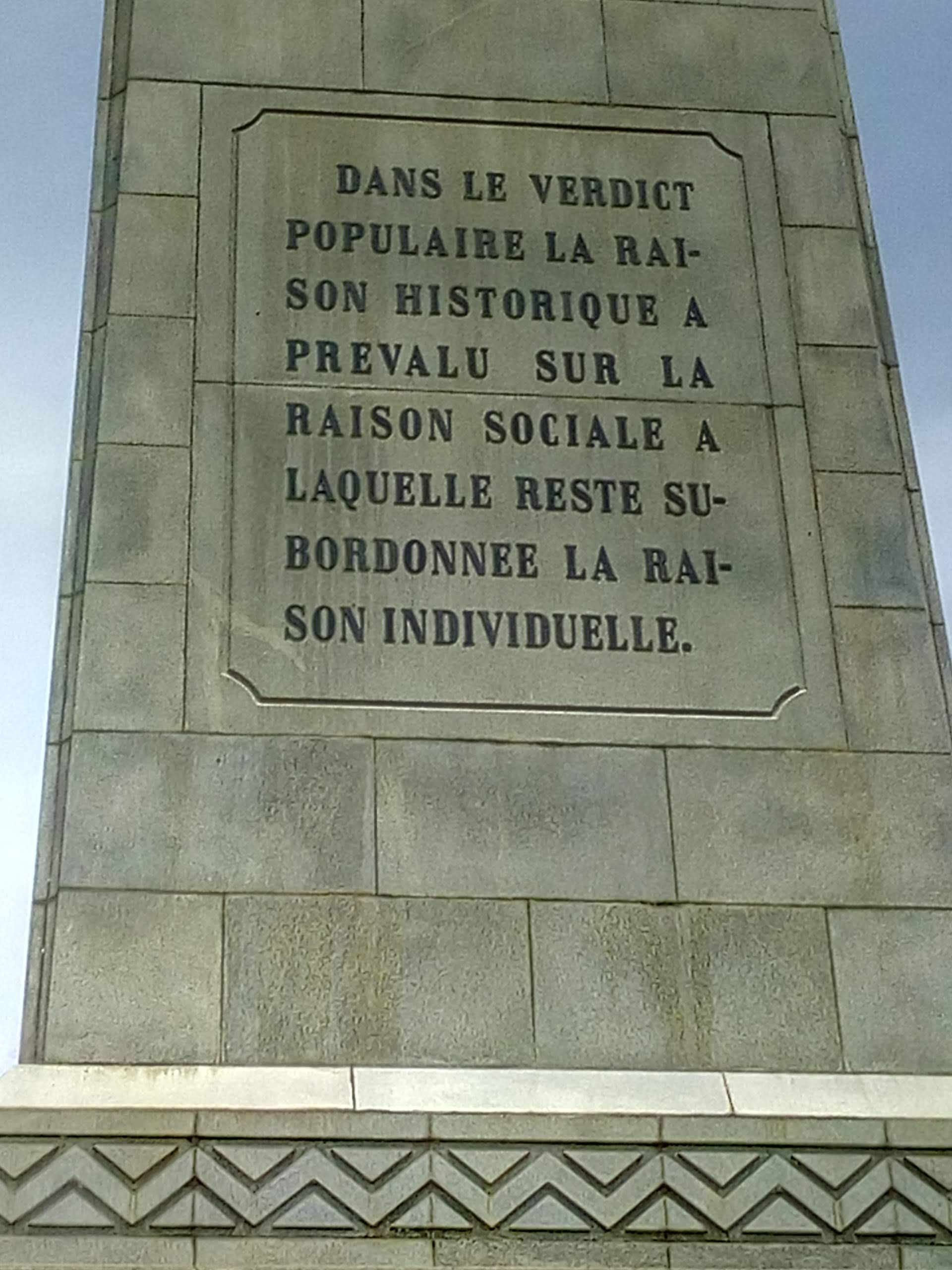
Citation
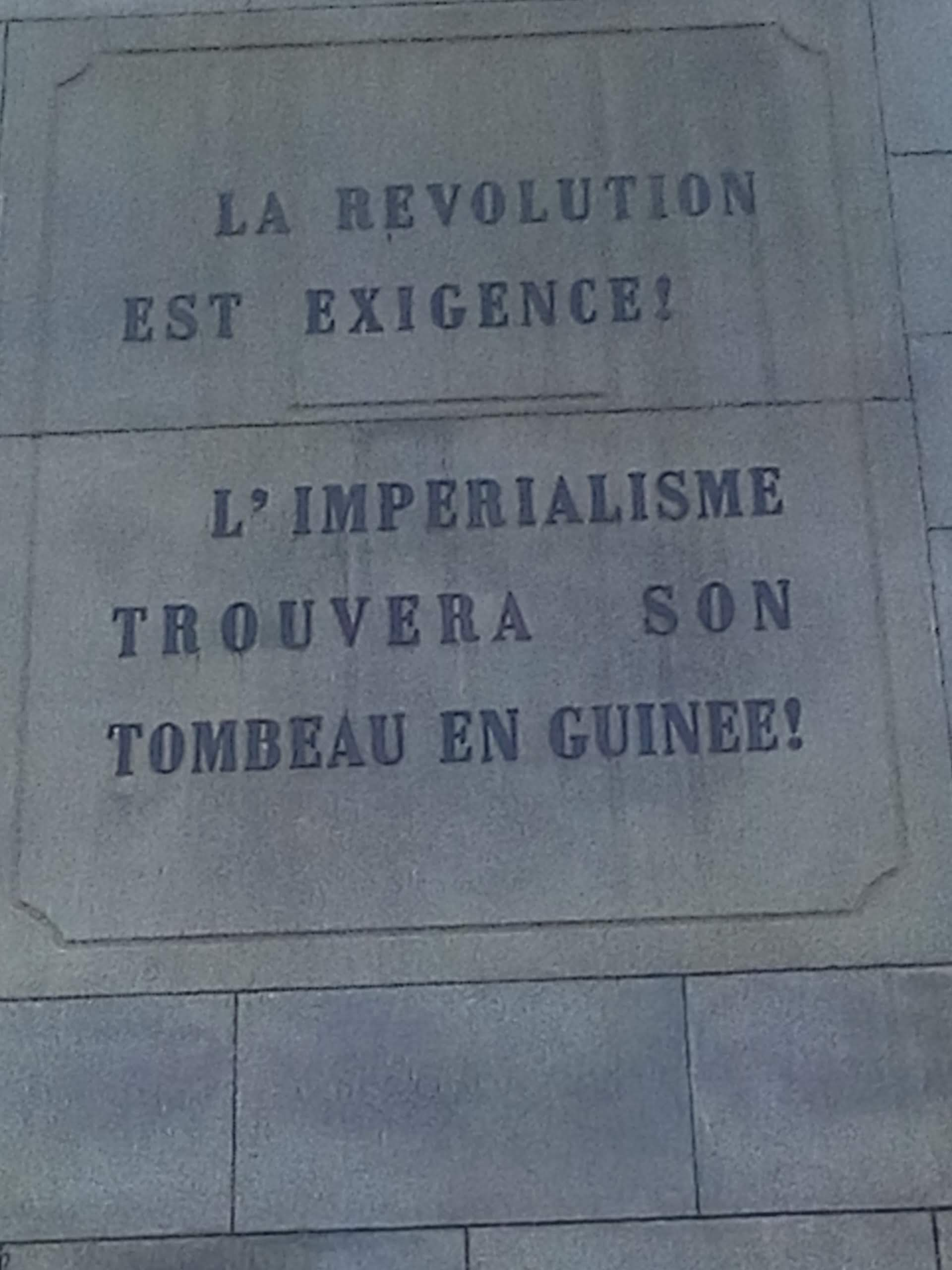
Citation

LA RÉVOLUTION EST EXIGEANTE ! L´IMPÉRIALISME TROUVERA SON TOMBEAU EN GUINÉE !